# Donimadagu, Bangarapet
Donimadagu là một làng thuộc tehsil Bangarapet, huyện Kolar, bang Karnataka, Ấn Độ.